# Rose Valland
Rose Valland (Saint-Étienne-de-Saint-Geoirs, 1 de novembre de 1898 - Ris-Orangis, 18 de setembre de 1980) va ser una historiadora de l'art, conservadora de museus, membre de la resistència francesa, capitana de l'exèrcit francès, i una de les dones més condecorades de la història francesa.
Durant la Segona Guerra Mundial va enregistrar secretament detalls del saqueig nazi d'obres d'art a França. Després de la guerra va tenir un paper decisiu en el rescat i la recuperació més de 60.000 obres d'art i diversos objectes que els nazis van saquejar de les institucions públiques i de les famílies jueves durant l'ocupació.

## Biografia

### Joventut i formació
Rose Valland (el seu veritable nom era Rosa Antonia Valland), va néixer l'1 de novembre de 1898 a Saint-Étienne-de-Saint-Geoirs, a Isèra (França), un poble de 2.000 habitants de la plana de Bièvre, prop de Grenoble. Era l'única filla de François Valland, mecànic de carros i ferrador, i Rosa Maria Viardin.
Va poder estudiar gràcies a la seva mare, que va demanar beques per a la seva filla. El 1914, va entrar a l'Escola Normal de Grenoble, finalitzant el 1918. Dotada en el dibuix i animada pels seus professors, va seguir el seu aprenentatge a l'Escola Nacional de Belles Arts de Lió, dirigida per Henri Focillon. Va destacar i va guanyar molts premis. El 1922 va ingressar a l'Escola Nacional de Belles Arts de París. Després va aprovar un concurs per a professora de dibuix, la 6a d'entre més de 300 candidats. Durant la dècada del 1920, va estudiar història de l'art a l'Escola Pràctica d'Alts Estudis a l'Escola del Louvre i a l'Institut d'Art i Arqueologia. Estudiant del bizantinista Gabriel Millet, obté el seu diploma d'Estudis Superiors amb Aquileia o els orígens bizantins del Renaixement a partir dels frescos del segle xii de la cripta de la Basilica de Santa Maria Assunta (Friül - Venècia Júlia, Itàlia). Va publicar aquesta investigació el 1963. El 1931, va revalidar el seu títol de l'Escola del Louvre amb L'evolució del moviment de l'art italià fins Giotto. A l'Institut d'Art i Arqueologia de la Universitat de París, va obtenir tres postgraus (història d'art modern, arqueologia medieval, i arqueologia grega), que són els graus d'art que, combinats amb la seva tesi del Louvre, li van proporcionar un grau especial en història de l'art i arqueologia. Va viatjar a Itàlia i a Alemanya, on possiblement va aprendre l'alemany, ja que mai el va estudiar durant els seus estudis acadèmics.
A partir de 1932, es converteix en una «agregada voluntària» del museu de pintures i escultures estrangeres de la Galeria nacional del Jeu de Paume, a les Teuleries. Es va encarregar del catàleg de les col·leccions del museu, després va treballar en la realització d'unes quinze exposicions internacionals i el seu catàleg. També va escriure nombrosos articles en revistes d'art i periòdics. Tanmateix, no va ser titular i assalariada fins al 1941.

### L'ocupació alemanya
A partir del 30 d'octubre de 1940, durant la Segona Guerra Mundial, a petició del director dels Museus Nacionals, Jacques Jaujard, Rose Valland queda agregada a la Galeria nacional del Jeu de Paume oficialment com a conservadora, però realment subcontractada per Jaujard per informar-lo sobre les accions dels nazis que van requisar la galeria per emmagatzemar les obres d'art saquejades als col·leccionistes privats.

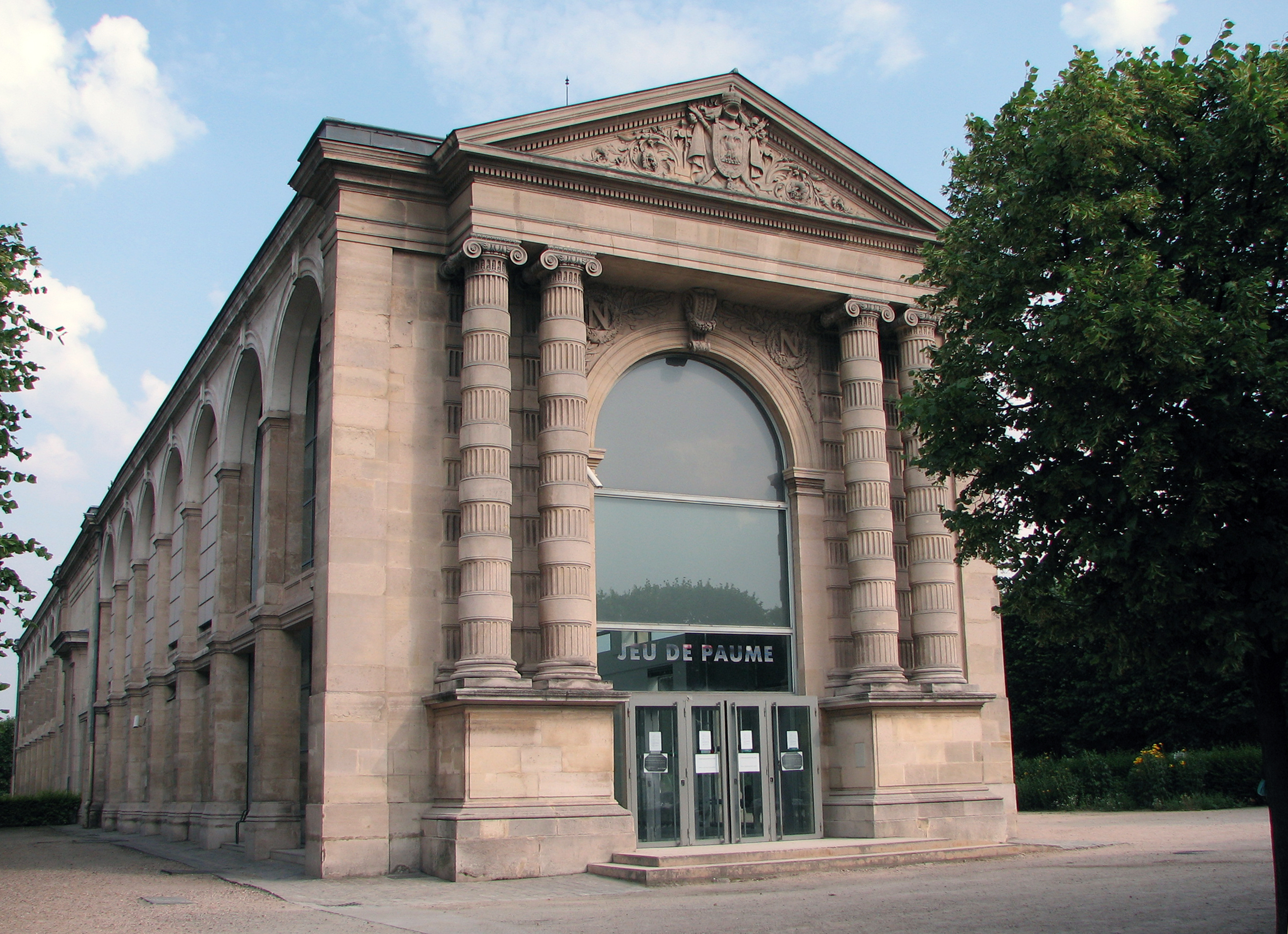
Galeria nacional del Jeu de Paume

Durant l'ocupació, els alemanys, sota l'administració del «Personal especial de Belles Arts» (Sonderstab Bildende Kunst) de l'Institut del Reichsleiter Rosenberg per als territoris ocupats (Einsatzstab Reichsleiter Rosenberg, o ERR), inicien per tota França un saqueig sistemàtic d'obres procedents de museus i col·leccions d'art privades, sobretot les pertanyents a jueus deportats o fugits. Van utilitzar la Galeria nacional del Jeu de Paume com a magatzem (junt amb sis sales del departament d'antiguitats orientals del Muesu del Louvre) abans d'enviar les obres a diferents destinacions al Tercer Reich, Àustria i Europa de l'Est. La Galeria nacional del Jeu de Paume era sovint visitat per alts dignitaris nazis, per als quals se celebraven exposicions per mostrar les col·leccions robades. Rose Valland estava present durant les diverses visites durant les quals Hermann Göring seleccionava personalment algunes de les pintures robades per ampliar la seva pròpia col·lecció.
Durant el saqueig nazi, Rose Valland va anotar amb precisió el moviment d'obres que passaven per la Galeria Jeu de Paume: els noms de les víctimes que van ser robades, el nombre d'obres, les seves destinacions, els noms dels oficials responsables de les transferències, noms dels transportistes, marques de les caixes, nombres i dates dels combois, per no esmentar el nom de l'artista, l'obra i les seves dimensions. Durant quatre anys fa un seguiment dels moviments, procedència i destinació de les obres. Escriu centenars de fitxes d'una manera escrupolosa, desxifra els papers carbó alemanys llençats a les escombraries, i escolta les converses dels oficials nazis. Va proporcionar informació essencial a la Resistència sobre els trens que portaven les obres per a evitar que fossin destruïts per atacs de la resistència (per exemple, a l'estiu de 1944 va evitar el sabotatge dels últims trens de l'ERR que transportaven obres d'art cap Alemanya).
A la tardor de 1944, va comunicar als Aliats els noms dels dipòsits alemanys i austríacs (Alt-Aussee, Buxheim, Neuschwanstein-Füssen, Nikolsburg, etc.) per evitar els bombardejos, protegir-los, i facilitar la recuperació de les obres. El tinent James Rorimer, un dels oficials estatunidencs responsables del rescat del patrimoni artístic europeu,va donar testimoni del treball de Rose Valland en el seu llibre Survival, el 1950.

### La postguerra i la recuperació de les obres
Després de l'alliberament de París per part de les tropes aliades i fins a l'1 de maig de 1945, Rose Valland va treballar al Quarter General de la Força Expedicionària Aliada (Supreme Headquarters Allied Expeditionary Force, SHAEF) donant als estatunidencs informació crucial sobre els llocs d'emmagatzematge d'obres transferides a Alemanya i Àustria. Al mateix temps, el novembre de 1944, va ser nomenada secretària de la Comissió de Recuperació Artística i cap de l'oficina central de la recuperació artística a Alemanya i Àustria. La Comissió per a la recuperació artística va ser creada per iniciativa de Jacques Jaujard el 24 de novembre de 1944, presidida pel col·leccionista Albert Henraux, i dissolta el 30 de setembre de 1949.

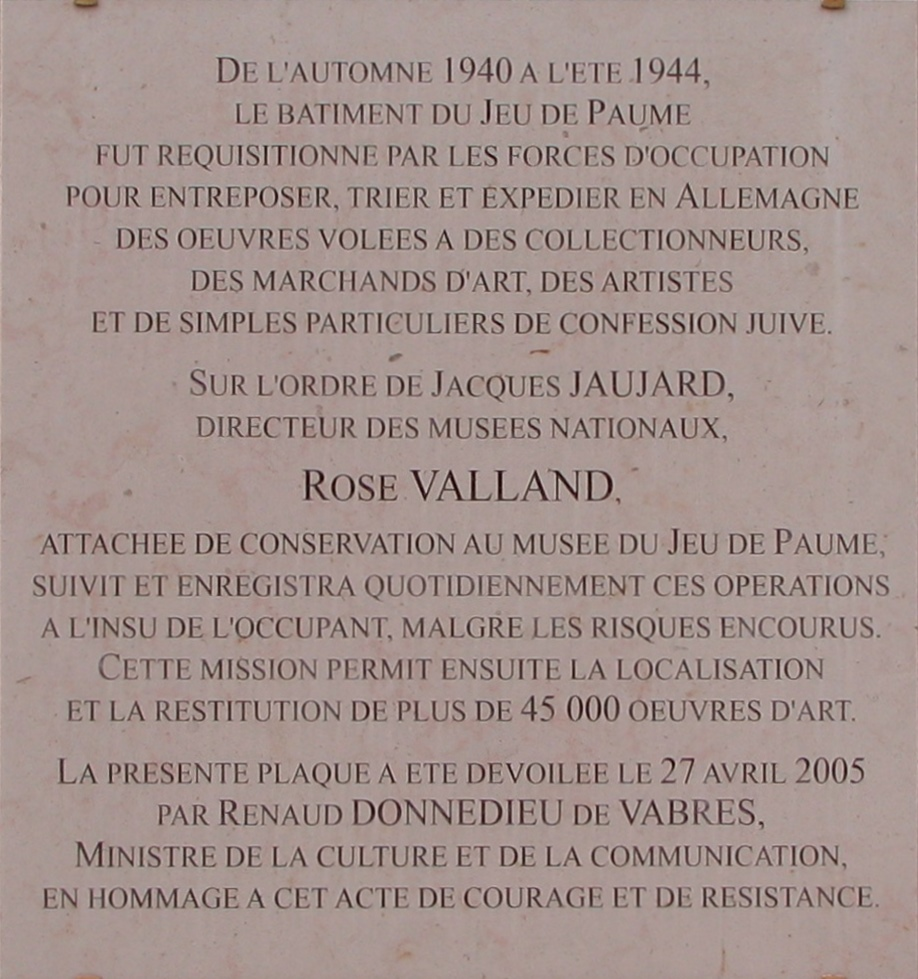
Placa commemorativa a la Galeria nacional del Jeu de Paume

A partir de l'1 de maig de 1945, passa del Ministeri d'Educació al Ministeri de la Guerra, i de l'1 d'abril de 1946 fins a l'1 de març de 1952 exerceix com a administradora de 3a classe al Ministeri d'Afers Exteriors (Secretaria d'Estat, i després Comissariat general d'Afers d'Alemanya i Àustria). Es converteix en «Oficial de Belles Arts», amb grau de capitana del 1r exèrcit francès, i cap del servei de recuperació d'obres d'art (Recuperació Artística, Divisió d'Educació Pública del Grup Francès del Consell de Control). Amb residència administrativa a Berlín, tenia dret a visitar les diferents zones d'ocupació aliades (zona francesa, britànica, estatunidenca i soviètica), on va repatriar moltes obres. Coopera amb agents dels Estats Units com Ardelia Hall, James Rorimer, S. Lane Faison, per interrogar els oficials i comerciants nazis autors del saqueig: Hildebrand Gurlitt, Hinrich Lohse, Rochlitz, etc.
Rose Valland va testimoniar en el judici dels líders nazis a Nuremberg.
Entre 1945 i 1954, va participar en la repatriació de més de 60.000 obres i objectes robats de les institucions públiques (Museu de l'Exèrcit, lògies maçòniques, biblioteca polonesa, etc.) i de les famílies jueves perseguides (Bacri, Bernheim, Cassel, David-Weill, Dreyfus, Alphonse Kann, Paul Rosenberg, Rothschild, Seligmann, etc.).
També va practicar l'espionatge a la zona soviètica, informant sobre els moviments de les tropes i els seus armaments.
Quan va tornar a París el març de 1952, va tornar a l'administració dels museus de França com a conservadora dels museus nacionals. Es converteix en cap del Servei de protecció d'obres d'art (Service de protection des œuvres d'art, SPOA), un servei creat per a ella amb la finalitat de protegir les obres d'art en cas d'una Tercera Guerra Mundial.
Malgrat que el seu treball sobre la restitució de les obres espoliades va ser ben reconegut per les víctimes, que li van mostrar el seu agraïment, va seguir sent poc apreciada i poc encoratjada per la seva administració. El 1961, va donar a conèixer la seva acció sota l'ocupació en el llibre Le Front de l'art (reeditada el 1997 i el 2014).
Es va retirar el 1968, però va continuar treballant en la restitució d'obres robades, a petició del Servei de biblioteques, arxius i documentació general (Service des bibliothèques, des archives et de la documentation générale, SBADG) dels Museus Nacionals. Atorga els seus arxius personals als arxius dels serveis de recuperació artística francesa (Comissió de recuperació artística, Oficina de béns i interessos privats, SRPOA, Oficina Central de Restitucions, Oficina d'investigació artística), amb el desig de què el conjunt s'uneixi amb l'Oficina dels arxius de l'ocupació francesa a Alemanya i Àustria, a Colmar. A partir del 2010, tots aquests arxius s'han conservat al Centre d'arxius diplomàtics de La Courneuve.
La seva acció heroica durant la guerra i després de la guerra li va valer moltes condecoracions franceses i estrangeres. És nomenada Dama de la Legió d'Honor, Comendadora de les Arts i les Lletres, i obté la Medalla de la Resistència francesa. Els Estats Units la van condecorar amb la Medalla de la Llibertat. Va ser nomenada oficial de l'Orde del Mèrit de la República Federal d'Alemanya.

### Vida privada
Rose Valland era lesbiana i va tenir aventures amb dones des de la seva arribada a París, en el període d'entreguerres.
Durant els anys de la postguerra, Rose Valland va conèixer a la britànica Joyce Heer (1917-1977), intèrpret i secretària a l'ambaixada dels Estats Units d'Amèrica, que es va convertir en la seva parella fins a la seva mort. Les dues dones compartien un apartament al carrer de Navarra, al 5è districte de París. Rose Valland li va reservar un lloc al seu costat al panteó familiar.
El 1979, Rose Valland va publicar de forma pòstuma la tesi de la seva parella, La personalitat de Pausànias, a l'editorial Belles-Lettres. Un preàmbul signat pel director de la tesi revela, amb modèstia i amb l'acord de Rose Valland, els vincles que unien les dues dones: «Va viure a París amb una amiga que li havia ensenyat francès i que durant molt de temps la va estimar com una parenta molt propera. Molta gent endevinarà qui és aquesta amiga abans que digui el seu nom, si indico que, la Conservadora del Museu del Jeu de Paume durant la guerra ... ». Segueix la història de la seva acció com a membre de la resistència.

### Mort
Rose Valland va morir el 18 de setembre de 1980, a l'edat de 81 anys, en solitud relativa a Ris-Orangis, un suburbi de París. Està enterrada amb la seva companya al seu poble natal de Saint-Étienne-de-Saint-Geoirs, on un col·legi porta el seu nom.

## Homenatges

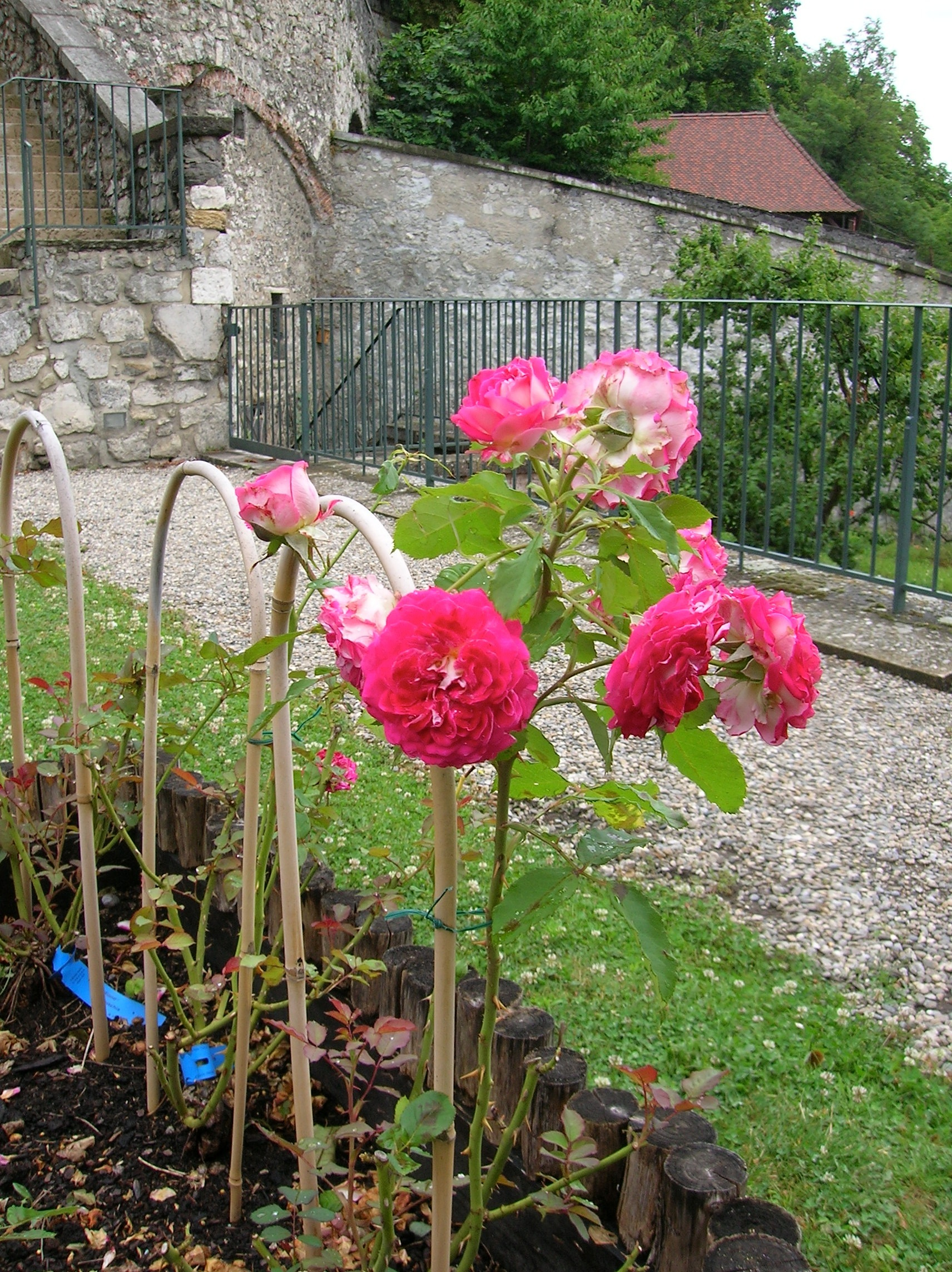
Rosa creada en homenatge a Rose Valland, Musée dauphinois, Grenoble.

- El 25 d'abril de 2005, el ministre de cultura francès, Renaud Donnedieu de Vabres, va presentar una placa commemorativa al seu nom a la façana del Jeu de Paume, al Jardí de les Teuleries.
- La promoció 2012 de conservadors del patrimoni de l'Institut nacional del patrimoni (Inp) porta el seu nom.
- El 5 de juliol de 2013, al cor del seu històric jardí de roses, el Musée dauphinois va presentar una rosa en honor de Rose Valland, creada pel jardí de roses Guillaut de Chamagnieu a iniciativa de l'Associació La Mémoire de Rose Valland.[13]
- El 2016, s'anomena amb el seu nom un carrer de vianants al 17è districte de París.

## Representació als mitjans
La vida i obra de Rose Valland va inspirar per primera vegada a John Frankenheimer per la seva pel·lícula El tren (1964), basada en part en les seves memòries publicades el 1961, el personatge anomenat «Mme Villard».
El 1994, l'assaig The Rape of Europa: The Fate of Europe's Treasures in the Third Reich and the Second World War (La violació d'Europa: El destí dels tresors d'Europa durant el Tercer Reich i la Segona Guerra Mundial), va explicar el paper de Rose Valland en el saqueig nazi. Llibre que va donar lloc a un documental del mateix nom el 2006 dirigit per Richard Berge i Bonni Cohen.
El 2006, Corinne Bouchoux va publicar la primera biografia dedicada a Rose Valland.
L'any 2009, l'escriptora Sara Houghteling es va inspirar en la vida de Rose Valland per crear el personatge de Rose Clément de la seva novel·la Pictures at an Exhibition (Imatges en una exposició).
El 2009, Valland es troba al centre de l'assaig de Robert M. Edsel, The Monuments Men: Allied Heroes, Nazi Thieves and the Greatest Treasure Hunt in History (Els homes dels monuments: els herois aliats, els lladres nazis i la caça del tresor més gran de la història); adaptada al cinema pel comediant-director George Clooney, The Monuments Men, el febrer de 2014, on va protagonitzar el personatge de Claire Simone, interpretat per Cate Blanchett, inspirat en Valland.

### Les seves publicacions
- (amb André Dezarrois, Raffaele Calzini, et alt.) L'art italien des xixe et xxe, Jeu de Paume des Tuileries, maig-juliol de 1935, Paris : Réunion des Musées Nationaux, 1935.
- Le Front de l'art : défense des collections françaises, 1939-1945, Paris : Plon, 1961. 2a ed., RMN, 1997 ; 3a ed., RMN, 2014.
- Aquilée et les origines byzantines de la Renaissance, Paris : E. de Boccard, 1963.

### Biografies
- C. Bouchoux, Rose Valland, résistance au musée, La Crèche : Geste éditions, 2006.
- F. Destremau, Rose Valland, résistante pour l'art, Grenoble : Musée de la Résistance et de la déportation de l'Isère, 2008.
- E. Pollack et E. Cerisier, Rose Valland, l'espionne du musée du Jeu de Paume, Saint-Herblain : Gulf Stream éd., 2009.
- Catel et E. Pollack, Rose Valland : Capitaine Beaux-Arts, bande dessinée, Paris : Editions Dupuis, 2009.

### Documentals
- Brigitte Chevet, L'Espionne aux tableaux, Rose Valland face au pillage nazi, Aber Images, 2015, 52 min.

### Obres que citen les seves accions
- J. Skilton, Défense de l'art européen. Souvenirs d'un officier américain spécialiste des monuments, Paris : Les Éditions internationales, 1948, Ed. anglais, Memoirs of a Monuments Office : Protecting European Artworks, Portland, Or. : Inkwater Press, 2008.
- J. Rorimer, Survival : the salvage and protection of art in war, New York : Abelard Press, 1950.
- D. Roxan et K. Wanstall, The Rape of Art : The Story of Hitler's Plunder of the Great Masterpieces of Europe, New York : Coward-McCann, 1965.
- L. H. Nicholas, The rape of Europa : the fate of Europe's treasures in the Third Reich and the Second World War, New York : A. A. Knopf, 1994.
- M. Hamon, La récupération des œuvres d'art spoliées, 1944-1993, Paris : Ministère des Affaires étrangères, Direction des Archives et de la Documentation, 1993.
- C. Lorentz, La France et les restitutions allemandes au lendemain de la Seconde Guerre mondiale (1943-1954), Paris : Ministère des Affaires étrangères, Direction des Archives et de la Documentation, 1998.
- D. Eribon, Dictionnaire des cultures gays et lesbiennes, Paris : Larousse, 2003.
- S. Coeuré, La Mémoire spoliée, les archives des Français, butin de guerre nazi puis soviétique, Paris : Payot, 2007. reed. 2013.
- M. Rayssac et Chr. Pincemaille, L'exode des musées : histoire des œuvres d'art sous l'occupation, Paris : Payot, 2007.
- H. Laroche, La Restitution, roman, Paris : Flammarion, 2009.
- R. Edsel et B. Witter, Monuments men : allied heroes, nazi thieves, and the greatest treasure hunt in history, London : Preface, 2009.
- E. Pollack et Ph. Dagen, Les Carnets de Rose Valland : Le pillage des collections privées d'œuvres d'art en France durant la Seconde Guerre mondiale, Lyon : Fage Éditions, 2011.
- Isère : des paysages et des hommes : Bergès, Berlioz, Lesdiguières, Jean Prévost, Rose Valland... et les autres, Grenoble : Musée dauphinois/ Glénat : Musée dauphinois, 2014.